# Pakujac
Pakujac (lat. Aquilegia), rod trajnica iz porodice žabnjakovki. Postoji preko 120 vrsta koje su raširene po Euroaziji i Sjevernoj Americi. Nekoliko vrsta i u Hrvatskoj
Latinski naziv roda dolazi po latinskoj riječi aquille (orao), jer mu cvijet podsjeća na orlove kandže.

## Opis
Pakujci, sa stotinjak vrsta višegodišnjih zeljastih biljaka iz porodice ljutika (Ranunculaceae) porijeklom su iz Europe i Sjeverne Amerike. Zbog atraktivnih cvjetova uzgaja se nekoliko vrsta pakujaca i nekoliko hibrida.

### Fizički opis
Pakujci su karakteristični po svojim cvjetovima s pet latica koji imaju duge izdanke koji se protežu unatrag kao produžetke latica poput vrećice, koji sadrže nektar. Čašice i latice su svijetle boje. Listići složenih listova obično su zaobljeni i urezani.

### Glavne vrste
Uobičajeni europski pakujac (Aquilegia vulgaris) naraste 45-75 cm (18-30 inča) u visinu uz ceste i rubove šuma. Ova vrsta i nekoliko njezinih hibrida, koji su poznati po svojim cvjetovima koji klimaju s kratkim zakrivljenim ostrugama, široko se uzgajaju u Sjevernoj Americi. Od koloradskog “plavog pakujca” (A. caerulea) i “zlatnog pakujca” (A. chrysantha), oboje podrijetlom iz Stjenjaka, razvijeni su mnogi vrtni hibridi s upadljivim dugim cvjetovima u raznim bojama od bijele do žute, crvene, i plava. Divlji pakujac, ili istočni crveni pakujac iz Sjeverne Amerike (A. canadensis) raste u šumama i na stjenovitim izbočinama od južne Kanade prema jugu. Visok je 30 do 90 cm (1 do 3 stope). Cvjetovi su crveni s primjesama žute a oprašuju ih kolibrići.

## Vrste
1. Aquilegia alpina L.
2. Aquilegia amaliae Heldr. ex Boiss.
3. Aquilegia apuana (Marchetti) E.Nardi
4. Aquilegia aradanica Shaulo & Erst
5. Aquilegia aragonensis Willk.
6. Aquilegia atrata W.D.J.Koch
7. Aquilegia atrovinosa Popov ex Gamajun.
8. Aquilegia atwoodii S.L.Welsh
9. Aquilegia aurea Janka
10. Aquilegia ballii (Litard. & Maire) E.Nardi
11. Aquilegia baltistanica Qureshi & Chaudhri
12. Aquilegia baluchistanica Qureshi & Chaudhri
13. Aquilegia barbaricina Arrigoni & E.Nardi
14. Aquilegia barnebyi Munz
15. Aquilegia barykinae Erst, Karakulov & Luferov
16. Aquilegia bernardii Gren. & Godr.
17. Aquilegia bertolonii Schott
18. Aquilegia blecicii A.Podob.
19. Aquilegia borodinii Schischk.
20. Aquilegia brevistyla Hook.
21. Aquilegia buergeriana Siebold & Zucc.
22. Aquilegia canadensis L.
23. Aquilegia cazorlensis Heywood
24. Aquilegia champagnatii Moraldo, Nardi & la Valva
25. Aquilegia chaplinei Standl. ex Payson
26. Aquilegia chitralensis Qureshi & Chaudhri
27. Aquilegia chrysantha A.Gray
28. Aquilegia coerulea E.James
29. Aquilegia colchica Kem.-Nath.
30. Aquilegia confusa Rota
31. Aquilegia cossoniana (Maire & Sennen) E.Nardi
32. Aquilegia × cottia Beyer
33. Aquilegia cymosa Qureshi & Chaudhri
34. Aquilegia daingolica Erst & Shaulo
35. Aquilegia desertorum (M.E.Jones) Cockerell ex A.Heller
36. Aquilegia desolaticola S.L.Welsh & N.D.Atwood
37. Aquilegia dichroa Freyn
38. Aquilegia dinarica Beck, dinarska kandilka
39. Aquilegia discolor Levier & Leresche
40. Aquilegia dumeticola Jord.
41. Aquilegia ecalcarata Maxim.
42. Aquilegia einseleana F.W.Schultz
43. Aquilegia elegantula Greene
44. Aquilegia euchroma Rech.f.
45. Aquilegia eximia Van Houtte ex Planch.
46. Aquilegia flabellata Siebold & Zucc.
47. Aquilegia flavescens S.Watson
48. Aquilegia formosa Fisch. ex DC.
49. Aquilegia fosteri (S.L.Welsh) S.L.Welsh
50. Aquilegia fragrans Benth.
51. Aquilegia ganboldii Kamelin & Gubanov
52. Aquilegia gegica Jabr.-Kolak.
53. Aquilegia glandulosa Fisch. ex Link.
54. Aquilegia gracillima Rech.f.
55. Aquilegia grata Maly ex Zimmeter,  prijatna kandilka
56. Aquilegia grubovii Erst, Luferov, Wei Wang & K.l.Xiang
57. Aquilegia guarensis Losa
58. Aquilegia hebeica Erst
59. Aquilegia hinckleyana Munz
60. Aquilegia hirsutissima Timb.-Lagr. ex Gariod
61. Aquilegia hispanica (Willk.) Borbás
62. Aquilegia holmgrenii S.L.Welsh & N.D.Atwood
63. Aquilegia incurvata P.K.Hsiao
64. Aquilegia iulia E.Nardi
65. Aquilegia japonica Nakai & H.Hara
66. Aquilegia jonesii Parry
67. Aquilegia kamelinii Erst, Shaulo & Shmakov
68. Aquilegia kansuensis (Brühl) Erst
69. Aquilegia karatavica Mikeschin
70. Aquilegia karelinii (Baker) O.Fedtsch. & B.Fedtsch.
71. Aquilegia kitaibelii Schott,  Kitajbelova kandilka
72. Aquilegia kozakii Masam.
73. Aquilegia kubanica I.M.Vassiljeva
74. Aquilegia kurramensis Qureshi & Chaudhri
75. Aquilegia lactiflora Kar. & Kir.
76. Aquilegia laramiensis A.Nelson
77. Aquilegia litardierei Briq.
78. Aquilegia longissima A.Gray ex S.Watson
79. Aquilegia lucensis E.Nardi
80. Aquilegia magellensis F.Conti & Soldano
81. Aquilegia maimanica Rech.f.
82. Aquilegia marcelliana E.Nardi
83. Aquilegia × maruyamana Kitam.
84. Aquilegia meridionalis (Quézel & Contandr.) E.Nardi
85. Aquilegia micrantha Eastw.
86. Aquilegia microcentra Rech.f.
87. Aquilegia microphylla (Korsh.) Ikonn.
88. Aquilegia montsicciana Font Quer
89. Aquilegia moorcroftiana Wall. ex Royle
90. Aquilegia nakaoi Tamura
91. Aquilegia nevadensis Boiss. & Reut.
92. Aquilegia nigricans Baumg.
93. Aquilegia nikolicii Niketic & Cikovak
94. Aquilegia nivalis (Falc. ex Brühl) J.R.Drumm. & Hutch.
95. Aquilegia nugorensis Arrigoni & E.Nardi
96. Aquilegia nuragica Arrigoni & E.Nardi
97. Aquilegia ochotensis Vorosch.
98. Aquilegia × oenipontana A.Kern. ex Riedl
99. Aquilegia olympica Boiss.
100. Aquilegia ophiolithica Barberis & E.Nardi
101. Aquilegia ottonis Orph. ex Boiss.
102. Aquilegia oxysepala Trautv. & C.A.Mey.
103. Aquilegia pancicii Degen
104. Aquilegia parviflora Ledeb.
105. Aquilegia paui Font Quer
106. Aquilegia pubescens Coville
107. Aquilegia pubiflora Wall. ex Royle
108. Aquilegia pyrenaica DC.
109. Aquilegia reuteri Boiss.
110. Aquilegia rockii Munz
111. Aquilegia saximontana Rydb.
112. Aquilegia scopulorum Tidestr.
113. Aquilegia shockleyi Eastw.
114. Aquilegia sibirica Lam.
115. Aquilegia sicula (Strobl) E.Nardi
116. Aquilegia skinneri Hook.
117. Aquilegia sternbergii Rchb.
118. Aquilegia subscaposa Borbás
119. Aquilegia synakensis Shaulo & Erst
120. Aquilegia tianschanica Butkov
121. Aquilegia transsilvanica Schur
122. Aquilegia turczaninowii Kamelin & Gubanov
123. Aquilegia tuvinica I.M.Vassiljeva
124. Aquilegia vicaria Nevski
125. Aquilegia viridiflora Pall.
126. Aquilegia viscosa Gouan
127. Aquilegia vitalii Gamajun.
128. Aquilegia vulgaris L., obični pakujac
129. Aquilegia wittmanniana Steven ex Fisch., C.A.Mey. & Avé-Lall.
130. Aquilegia xinjiangensis Erst
131. Aquilegia yabeana Kitag.
132. Aquilegia yangii Y.Luo & Lu Li

## Vanjske poveznice
|  | Zajednički poslužitelj ima još gradiva o temi Aquilegia |
|  | Wikivrste imaju podatke o taksonu Aquilegia             |